# Crime d'amour
Crime d'amour er en fransk film fra 2010 instrueret af Alain Corneau.

## Handling
Christine (Kristin Scott Thomas) er en international forretningschef. Hendes succes er i høj grad betinget af den intelligente og smukke medarbejder Isabella (Ludivine Sagnier). Christines elsker Philippe (Patrick Mille) kommer imidlertid på tværs af samarbejdet mellem Isabella og Christine, og en tragedie udvikler sig.

## Medvirkende
- Ludivine Sagnier – Isabelle Guérin
- Kristin Scott Thomas – Christine
- Patrick Mille – Philippe
- Guillaume Marquet – Daniel
- Gérald Laroche – Gérard
- Julien Rochefort – Advokaten
- Olivier Rabourdin – Dommeren
- Marie Guillard – Claudine, Isabelle's søster
- Mike Powers – Boss 1
- Matthew Gonder – Boss 2
- Stéphane Roquet – Fabien

## Remake
Et engelsksproget remake er planlagt under titlen Passion instrueret af Brian De Palma